# Gamma Ray Burst Precursor
Ungefähr 15 Prozent aller astronomischen Gammablitze zeigen einen oder mehrere Vorläufer, diese werden als Gamma Ray Burst Precursor bezeichnet. Dabei handelt es sich um bis zu 100 Sekunden vor dem Hauptausbruch auftretende Strahlung mit etwa 100 mal schwächerer Leuchtkraft. Vor der Haupteruption folgt meistens eine Phase, in der keine Strahlung nachgewiesen wird. Das Spektrum entspricht dem des Hauptausbruchs. Wenn mehrere  Precursors beobachtet werden, liegen zwischen ihnen jeweils Ruhephasen von rund 10 Sekunden.

## Eigenschaften
Die Vorläufer von Gammastrahlenausbrüchen haben die folgenden Eigenschaften:
- Zwischen dem Precursor und dem Hauptausbruch liegt eine Phase, in der keine Strahlung nachgewiesen werden kann.
- Gammablitze mit und ohne Vorläufer unterscheiden sich nicht in spektralen Eigenschaften oder in ihren Lichtkurven.
- Das Spektrum und die zeitliche Veränderlichkeit der Strahlung von Vorläufern und Hauptereignis sind annähernd gleich.
- Es können mehrere Vorläufer bei einem Gammablitz auftreten.
- Vorläufer treten sowohl bei kurzen als auch bei langen Gammastrahlenausbrüchen auf. Bei langen Gammablitzen werden mehr Precursors beobachtet.
- Die Zeitdifferenz zwischen dem Hauptausbruch und dem Vorläufer liegt zwischen Bruchteilen von Sekunden und einigen hundert Sekunden.

## Interpretationen
Ursprüngliche Hypothesen eines Zwei-Stufen-Modells wurden durch die Beobachtung von mehreren Precursors bei einigen Gammablitzen entkräftet. Stattdessen dürfte der zentrale Mechanismus, der den Hauptausbruch erzeugt, auch für die Vorläufer verantwortlich sein.
- Im Feuerball-Modell wird die Emission des Vorläufers als die thermische Strahlung der Explosionswolke interpretiert. Allerdings weicht das Spektrum der Precursors von dem eines Schwarzen Körpers ab.
- Im Progenior-Precursor-Modell entstehen die Vorläufer im Rahmen des Kollapsar-Modells durch die Wechselwirkung der Jets mit der stellaren Hülle. Auch dieses Modell hat Schwierigkeiten mit dem nicht-thermischen Spektrum.
- Im Magnetar-Modell entsteht die Strahlung durch die Akkretion von Materie auf einen Magnetar. Das dabei übertragene Drehmoment beschleunigt den Neutronenstern, sodass er zeitweise keine weitere Materie aufnehmen kann, bis die Rotationsgeschwindigkeit wieder unter einen kritischen Wert gefallen ist.
- Flares, ausgelöst durch das Aufbrechen der Kruste eines Neutronensterns bei einem Merger zweier kompakter Sterne.
- Wechselwirkung der Magnetosphären der Neutronensterne bei einem Merger zweier Neutronensterne.

Keine der aufgeführten Hypothesen kann alle beobachteten Vorläufer erklären und ihre Eigenschaften vorhersagen.

## Begriffsabgrenzung
Bei einem Teil der langen Gammablitze wird nach dem Abklingen des Nachleuchtens eine Supernova nachgewiesen. Nach der Hypothese des Induced Gravitational Collapse entstehen Gammablitze in engen Doppelsternsystemen, bei denen eine Stripped-Envelope Supernova den Kollaps eines Begleiters, eines Neutronensterns, einleitet. Beim Kollaps des Neutronensterns entsteht der Gammablitz. Im Rahmen dieses Modells werden die Supernovae vom Typ Ib/c ebenfalls als Precursor bezeichnet.